# Friedrich Wilhelm Rahe
Friedrich Wilhelm "Fieten" Rahe (Rostock, 16. travnja 1888. – Rostock, 18. veljače 1949.) je bio njemački tenisač i hokejaš.
Rodio se i umro u njemačkom gradu Rostocku.
Rahe se natjecao na Olimpijskim igrama 1908. u Londonu u dvjema športskim disciplinama: tenisu i hokeju na travi.
Kao tenisač je igrao na teniskom turniru u pojedinačnoj konkurenciji i u muškim parovima zajedno s Oscarom Kreuzerom. U obje konkurencije je izgubio u prvom kolu.
Na turniru u hokeju na travi je bio postigao jedini njemački pogodak protiv Francuske čime je Njemačka osvojila 5. mjesto.
1913. je bio wimbledonskim doprvakom. Izgubio je u završnici muških parova u paru s Heinrichom Kleinschrothom.

## Vanjske poveznice
- (engl.) Davisov kup - profil  Arhivirana inačica izvorne stranice od 29. rujna 2007. (Wayback Machine)
- (engl.) ITF-ov profil  Arhivirana inačica izvorne stranice od 18. veljače 2021. (Wayback Machine)
- (engl.) Sports-Reference.com  Arhivirana inačica izvorne stranice od 1. veljače 2014. (Wayback Machine)